# Proyecto 1000 genomas
Proyecto 1000 genomas ( 1KGP ) es una iniciativa para analizar el material genético de mil personas en todo el mundo, con la finalidad de obtener una base de datos que permita estudiar la variabilidad genética humana. El proyecto con un coste de 50 millones de dólares se ha desarrollado en 3 fases, la primera de un año de duración es en realidad un estudio previo preparatorio, mientras que en la segunda fase, con una duración de 2 años, se ha analizado la secuencia genética de un conjunto de 1000 individuos previamente seleccionados que se ha ampliado a 2500 en la tercera fase. Según los resultados obtenidos tras el análisis de los datos, cada individuo sano tiene en su genoma por término medio alrededor de 150 anomalías que provocan la finalización prematura de proteínas y otras 30 implicadas en la aparición de enfermedades raras. También se ha confirmado el origen único de todos los humanos actuales, en un antepasado común de hace entre 150 000 y 200 000 años. En 2014 se anunció en el Reino Unido el proyecto 100 000 genomas que implicará el análisis del ADN de un conjunto mucho mayor de individuos. A su vez, en diciembre de 2016, se publicó el Proyecto de Diversidad Genómica de Simons, donde se estudia un número mucho mayor de poblaciones.
Los datos obtenidos a partir de todos estos proyectos aportan, en conjunto, mucha información sobre la historia de los seres humanos y sus desplazamientos en la historia.